# Josef Meissner
Josef Meissner (Prága, 1893. október 21. – ?) cseh labdarúgóedző. A csehszlovák válogatott szövetségi kapitánya 1938-ban.

## Pályafutása
1938-ban a franciaországi világbajnokságon részt vevő csehszlovák válogatott szövetségi kapitánya volt.